# کرولین موگار
کرولین موگار (ارمنی: Քերոլայն Մուգար; انگلیسی: Carolyn Mugar؛) کنشگری ارمنی‌تبار اهل ایالات متحده آمریکا است که به خاطر بنیانگذاری Armenia Tree Project شناخته شده‌است.

## زندگی‌نامه
موگار Armenia Tree Project را در ۱۹۹۴ به همراه همسر فقیدش در نتیجه مشکلات زیست‌محیطی ناشی از زلزله اخیر و محاصره ارمنستان توسط آذربایجان و ترکیه بنیانگذاری نمود. موگار در سال ۲۰۱۵ دکتری افتخاری خدمات اجتماعی از دانشگاه سافک دریاف نمود.
موگار در سال ۱۹۹۷ با جان تی. اوکانور ازدواج نمود. اوکانور در ژانویه ۲۰۰۱ در سن ۴۶ سالگی بر اثر حمله قلبی درگذشت. وی صاحب یک دختر به نام استفانی می‌باشد.